# Пост (религия)
Пост — религиозно обусловленная обязанность временного воздержания от принятия пищи и питья (полностью или определённого вида), сопряжённая с другими духовно-аскетическими практиками.

## Авраамические религии

### Христианство

#### Значение поста
В христианстве пост — добровольное самоограничение в пище, развлечениях, общении с людьми, форма религиозного аскетизма, упражнение духа на пути к духовному возрастанию, наилучшее средство для подготовки к высшему соединению с Богом в таинстве Евхаристии. Телесный пост — ограничение в пище; душевный пост — ограничение внешних впечатлений и удовольствий (уединение, молчание, молитвенное сосредоточение); духовный пост — борьба со своими «телесными похотями», период особо напряжённой молитвы.
Самое главное — нужно осознавать, что телесный пост без духовного поста ничего не приносит для спасения души. Даже наоборот, может быть и духовно вредным, если человек, воздерживаясь от пищи, проникается сознанием собственного превосходства и праведности. «Ошибается тот, кто считает, что пост лишь в воздержании от пищи. Истинный пост, — учит святитель Иоанн Златоуст, — есть удаление от зла, обуздание языка, отложение гнева, укрощение похотей, прекращение клеветы, лжи и клятвопреступления». Пост — не цель, а средство отвлечься от услаждения своего тела, сосредоточиться и подумать о своей душе; без всего этого он становится всего лишь диетой.
Наиболее строгие посты — в православии и исламе. В католицизме и большинстве протестантских деноминаций пост — менее значим и слабее. Наиболее древним и распространённым обычаем является пятничный пост, о котором упоминали Климент Александрийский и Тертуллиан.
Пост в христианской Церкви имеет различные, зачастую взаимодополняющие значения:
- Покаяние. Практика покаяния с постом известна ещё с ветхозаветных времён. Так, царь Давид постился после того, как пророк Нафан обличил его в грехе (2Цар. 12). Ниневитяне наложили на себя строгий пост после проповеди пророка Ионы (Ион. 3).
- Прошение. Существовала практика поста ради прошения Бога о чём-то. Так, книга Деяний сообщает (Деян. 27), что путешественники, попав в бурю, постились (как христиане, так и язычники), причём это описано как совершенно обыкновенная вещь, не требующая особых пояснений.
- Пост крещаемых, и за них. В древней Церкви крещение новых членов Церкви было не частной требой, а делом всей общины (впрочем, такая же практика сейчас сохраняется в Католической церкви применительно к крещению взрослых людей). Крещение совершалось обычно на великие праздники, в первую очередь на Пасху. Какое-то время до крещения просвещаемые постились. Молились за них и постились и члены Церкви. Это считается одной из предпосылок возникновения Великого поста.
- Подражание Иисусу Христу. Ещё одним основанием для 40-дневного Великого поста явилось подражание Иисусу, Который постился в пустыне 40 дней. Церковь справедливо рассудила, что если безгрешный Христос счёл нужным поститься, тем более это нужно грешным членам Церкви.
- Пост в дни скорби. Этот тип поста также известен с давних времён. Уже в Дидахи, раннехристианском произведении I века, говорится о посте в среду и пятницу всего года, как в дни, связанные с крестными страданиями Спасителя. С течением времени восточная церковь удержала оба этих постных дня; в Римско-католической практике остался один день — пятница. Особо строгим постом выделяется Великая Пятница, как день, в который Христос претерпел крестные муки. В Православной церкви к числу дней поста относятся также Воздвижение Креста Господня (ещё одно воспоминание крестных мук Спасителя) и Усекновение главы Иоанна Крестителя.
- Аскетический пост. Ещё одно из значений поста — аскетическое, то есть, пост ради очищения от страстей, умения сдерживать свои плотские желания.
- Пост перед праздниками. Существовал также обычай поститься накануне великих праздников, чтобы лучше подготовиться к встрече праздника.

#### Подвиги поста (аскезы)
- Моисей во время получения Скрижалей и Заповедей Синайского Завета 40 дней «хлеба не ел и воды не пил» (судя по всему, этот пост сразу повторился после того, как Моисей, сойдя с Горы и увидев грех идолопоклонства Израиля, разбил Скрижали и снова вернулся на 40 дней на Гору, чтобы ходатайствовать за народ и получить новые Скрижали Завета).
- Иоанн Креститель всю жизнь провел как аскет-постник, носил грубую одежду из верблюжьей шерсти и подпоясывался кожаным ремнём, питался диким мёдом и акридами.
- Иисус Христос постился (ничего не ел) 40 дней во время его искушения в пустыне.
- Святой Иоанн Постник, патриарх Константинопольский «шесть дней не вкушал никакой пищи, в седьмой же — вкушал немного огородных плодов: или дыни, или винограда, или смоквы. Так питался он во всё время своего святительства».
- Святой Северин «Сорокадневные посты соблюдал, подкрепляясь пищей только раз в неделю, и, тем не менее, лицо его всегда сияло тихой радостью»[2].

#### У ранних христиан
Христиане постились чаще иудеев, но образ их поста был почти тот же, то есть носил на себе обыкновенные знаки сетования. Существенное правило поста состояло в том, чтобы не есть более одного раза в день — вечером, воздерживаться от вина, сладкого и питательного, проводить день в уединении и молитве. В книге «Пастырь», весьма уважаемой древними, говорится, что в день поста с самого утра надо уходить на молитву, не вкушая ничего, кроме хлеба и воды, и раздавать нищим избытки своего имущества. Действительно, с постом всегда соединялась раздача милостыни. Самый пост служил средством к тому, убавляя часть дневного расхода. Питие прежде ужина считалось нарушением поста. Некто из святых, идя на мучение, отверг напиток, который ему поднесли для укрепления сил, говоря, что ещё не пришло время прервать пост. Это было в пятницу в 10 часов утра. В первых веках церковный пост у христиан был один, который предшествовал Пасхе, то есть Великий Пост (Тертуллиан, «О посте»). Церковь соблюдала его в память страданий Иисуса Христа, прилагая к себе сказанное Им: «Когда отнимется у них Жених… тогда будут поститься» (Мф. 9:15). Прочие посты тогда были произвольными (Тертуллиан, «О посте»): пост в среду и пятницу каждой недели, подобно Великому Посту, находил свое основание в страданиях Иисуса Христа, поскольку в среду составлен был против Него иудеями совет, а в пятницу Он умер.
Эти посты отличались между собой длительностью, подразделяясь на три категории. Посты в среду и пятницу продолжались до девятого часа (до трех часов дня), потому назывались полупостами. Пост в Четыредесятницу оканчивался Вечерней, то есть в шесть часов, на закате солнца. Третьим видом поста был сугубый пост, или полное говение, когда целые сутки проводили без пищи. Так говели в Великую Субботу, некоторые к ней присоединяли Великую Пятницу, иные так проводили три дня, иные четыре, некоторые все шесть дней Страстной седмицы — каждый сколько мог. Этот сугубый пост в Испании соблюдали каждую субботу и, сверх того, один день каждого месяца, кроме июля и августа. Обоснованием продолжения поста до девятого часа являлась память часа смерти Иисуса Христа, а до вечера — воспоминание Его погребения (Тертуллиан, «О посте»).
Степени воздержания также были различны. Одни ели все только в сыром виде, другие держались сухоядения (Тертуллиан, «О посте»), воздерживаясь не только от мяса и вина, но и от плодов винных и сочных, употребляя только хлеб, орехи, миндаль и т. п., иные довольствовались хлебом и водой. Сухоядение одобряемо было особенно во время гонений, как приготовление к мученичеству (Тертуллиан, «О посте»). Некоторые, по свидетельству Лукиана, помимо Страстной седмицы ничего не вкушали в продолжение многих дней, и нередко даже до десятой зари. В эти необыкновенно продолжительные посты входили и воскресенья, в которые церковным законом поститься было запрещено.
При описании агап — христианских благотворительных ужинов для нуждающихся, почти никогда не встречается упоминание употребления в пищу мяса, так как дешёвое мясо, продаваемое на городских рынках, всегда было идоложертвенное. В первые века Христианства среди развращения, которыми исполнены были Египет и Сирия, появлялись великие постники, которые жили гораздо дольше других людей. Это отчасти объясняется тем, что в теплых странах пост не столь тягостен, но наблюдались необыкновенные примеры воздержания в Галлии и ещё более холодных странах, притом спустя более века после апостольских времен, ибо многие из великих подвижников следовали древнему образу пощения.
Христиане, подобно иудеям, взирали на пост как на время сетования. Правда, иудеи налагали его на себя часто в изъявление естественной скорби, причиненной потерей любимой женщины или другим временным бедствием. Но христиане, все в большей степени прилагая к духовным вещам, чаще употребляли внешние знаки сетования для возбуждения в себе печали, созидающей спасение (2Кор. 7:10), то есть покаяния в грехах. Святой Киприан Антиохийский учит, чтобы грешник оплакивал смерть души своей по крайней мере как потерю любимой женщины («О падении»), и святой Иоанн Златоуст в слове «О умилении» употребляет то же сравнение. Сверх того, пост считался полезным для предотвращения искушений, как средство изнурения тела и подчинения его духу. Посему постящиеся избегали всякого рода удовольствий, даже позволенных. Все более обыкновенного становились уединенными, молчаливыми, усердными в церкви, прилежными в молитве и чтении.

#### Католичество
Католический пост имеет 2 вида — воздержание от употребления мясных продуктов («воздержание», «абстиненция») и ограничение приёмов пищи в течение дня, когда дозволяется только 1 сытная трапеза и 2 более лёгких (собственно «пост»).
Воздержание предписывается церковью в пятницы всего года, кроме случаев, когда на пятницу приходится праздник в ранге торжества (хотя на практике многие ограничивают соблюдение этого поста лишь периодами Великого поста и иногда Адвента).
Другой вид соблюдается в Пепельную среду и в Великую пятницу.
Возрастные ограничения для воздержания — от 14 лет до конца жизни, для поста — от 18 до 60 лет, при этом при различных причинах может быть дана диспенсация, то есть послабление или вообще освобождение от соблюдения воздержания и/или поста. Одновременно Римский Миссал подтверждает существующий в некоторых религиях запрет на половые отношения в постные дни, «тот, кто посредством телесного поста подавляет порок, облагораживает ум и стяжает добродетели и награды». Современные католики в соблюдении постов руководствуются апостольской конституцией Paenitemini, обнародованной папой Павлом VI 17 февраля 1966 года, согласно которой сорокадневный Великий пост (40 дней, не считая воскресений) является периодом покаяния, a местные епископские конференции могут менять сроки постов и формы их соблюдения там, где это обусловлено необходимостью.

#### Православие
Разъяснения о постах даются в Типиконе, Номоканоне, Минеи, Триоди и Часослове. Однако большинство правил содержится в Типиконе и Номоканоне.
Практика православных постов невероятно развита — по традиционному церковному юлианскому календарю в отдельные годы число постных дней доходит до двухсот. Они приурочены к православным праздникам, образующим годовой богослужебный круг, и делятся на многодневные и однодневные.
Под постом в указанных источниках понимается полное воздержание от пищи в течение светлого времени суток. Поэтому субботы и воскресения Великого поста и первые три дня Страстной седмицы, когда положена Литургия и трапеза после неё, не считаются постными днями, несмотря на недопущение в эти дни скоромной пищи. По этой же причине Литургия преждеосвященных даров, Литургии Страстного Четверга, Великой Субботы, Кануна Рождества и Богоявления соединяются с вечерней (хотя в настоящее время служатся, как правило, в первой половине дня, фактически упраздняя — по икономии — положенный пост).
По строгости в употребляемой трапезе (одной в день, ближе к его концу, по монастырскому уставу — после вечерни) посты имеют несколько степеней (ср. с понятием «воздержание» в католической практике):
- пост «с ядением рыбы»: растительная пища в любой кулинарной обработке дополняется растительным маслом, рыбой и рыбными продуктами;
- пост «с ядением сварения с елеем»: горячая растительная пища с растительным маслом;
- пост с «с ядением сварения»: горячая растительная пища без масла;
- пост с «сухоядением»: холодная неварёная растительная пища без масла, неподогретое питьё;
- строжайший пост: полное воздержание от пищи, допустима только вода.

| Периоды                                                                  | Периоды                                                                  | Понедельник       | Вторник           | Среда           | Четверг           | Пятница         | Суббота          | Воскресенье      |
| ------------------------------------------------------------------------ | ------------------------------------------------------------------------ | ----------------- | ----------------- | --------------- | ----------------- | --------------- | ---------------- | ---------------- |
| с 14 сентября Осенний мясоед                                             | с 14 сентября Осенний мясоед                                             |                   |                   | сырая без масла |                   | сырая без масла |                  |                  |
| с 28 ноября до 7 января Рождественский пост                              | до 19 декабря                                                            | варёная без масла | рыба              | сырая без масла | рыба              | сырая без масла | рыба             | рыба             |
| с 28 ноября до 7 января Рождественский пост                              | 20 декабря — — 1 января                                                  | варёная без масла | варёная с маслом  | сырая без масла | варёная с маслом  | сырая без масла | рыба             | рыба             |
| с 28 ноября до 7 января Рождественский пост                              | 2—6 января                                                               | сырая без масла   | варёная без масла | сырая без масла | варёная без масла | сырая без масла | варёная с маслом | варёная с маслом |
| Зимний мясоед (Рождественские святки, Неделя Мытаря и фарисея, Мясопуст) | Зимний мясоед (Рождественские святки, Неделя Мытаря и фарисея, Мясопуст) |                   |                   | рыба            |                   | рыба            |                  |                  |
| март—апрель Великий пост                                                 | март—апрель Великий пост                                                 | сырая без масла   | варёная без масла | сырая без масла | варёная без масла | сырая без масла | варёная с маслом | варёная с маслом |
| Весенний мясоед Пасха                                                    | Весенний мясоед Пасха                                                    |                   |                   | рыба            |                   | рыба            |                  |                  |
| июнь — до 12 июля Петров пост                                            | июнь — до 12 июля Петров пост                                            | сырая без масла   | варёная без масла | сырая без масла | варёная без масла | сырая без масла | рыба             | рыба             |
| Летний мясоед                                                            | Летний мясоед                                                            |                   |                   | сырая без масла |                   | сырая без масла |                  |                  |
| 14 — 28 августа Успенский пост                                           | 14 — 28 августа Успенский пост                                           | сырая без масла   | варёная без масла | сырая без масла | варёная без масла | сырая без масла | варёная с маслом | варёная с маслом |

Помимо этих постов, соблюдаются ещё еженедельные посты по средам (день воспоминания о предательстве Иуды и аресте Иисуса) и пятницам («пяткам») (в память о крестных страданиях и смерти Спасителя) весь год. Но в некоторые среды и пятницы пост отменяется, то есть разрешается есть мясную пищу всю неделю. Такие недели называются «сплошные седмицы»:
- Пасхальная седмица — неделя после Пасхи;
- Троицкая седмица — неделя после Дня Святой Троицы;
- Рождественские святки — с 7 января до 18 января, то есть 12 дней от Рождества Христова до Богоявления (Крещения), кроме последнего дня — Крещенского сочельника;
- седмица мытаря и фарисея — за две недели до Великого Поста;
- Масленица (без мяса) — неделя перед Великим постом.

Имеются также однодневные посты, в которые разрешается пища с растительным маслом:
- строгий пост в день Усекновения главы Иоанна Предтечи — 11 сентября;
- строгий пост в праздник Воздвижения Креста Господня — 27 сентября;
- Крещенский сочельник — 18 января.

В дни поста воздержание должно быть всестороннее: от житейских развлечений и увеселений, употребления спиртного, бурного проявления страстей и отрицательных эмоций. В течение постов и постных дней в Церкви не совершается таинство браковенчания, но не по причине воздержания от супружеских отношений (так как по апостолу Павлу, «муж и жена сами себе довлеющие судьи»), а по причине невозможности устроения праздничного стола с непостными яствами. В прошлом во время поста не работали театры, не подавали спиртное в трактирах, не давали балов и приёмов.
Перед причащением верующие соблюдают короткий пост — говение, который непосредственно не закреплён в Священном Писании или церковных канонах.
На соблюдение в определённые дни по личной потребности более строгого поста, чем определено Церковным Уставом, необходимо взять благословение у своего духовника. Например, некоторые благочестивые православные по благословению своих духовников целый год по средам и пятницам ничего не едят до трёх часов дня, то есть до того, когда Иисус на кресте предал Свой дух в руки Отца. Другие в подражание иноческому уставу с благословения священника соблюдали пост по понедельникам, называющийся «ангельским постом», так как каждый понедельник в воспоминание дней Творения посвящён ангелам.
Намеревающимся вступить в брак также рекомендуется воздержание от «скоромной» пищи в течение определённого срока. Дополнительный пост соблюдался, если на верующего налагалась тайная или публичная епитимья, причём, иногда длительное время, например, для колдунов, лиц, недавно перешедших в православие или бывших сектантов.
В правилах поста Православной Церкви, указанных в Типиконе и Номоканоне, в большинстве случаев строгость поста различна для монахов и мирян.
К посту нужно подходить разумно. Миряне должны стремиться к выполнению правил, но в некоторых случаях возможно послабление, на которое необходимо испросить благословение священника; а больным, людям, занятым тяжёлым физическим трудом и путникам, Церковным уставом делаются необходимые послабления. Беременные и кормящие женщины, как правило, с благословения священника от поста освобождаются (питание в соответствии с указаниями врача). Так и дети до семи лет не постятся, но несмотря на это, в православии родителям рекомендуют постепенно приучать их к посту (например, от молочного, сладостей или весёлых игр), чтобы по достижении ими семилетнего возраста им было легче начинать поститься.
В источниках зафиксированы также случаи неоднократных соблюдений общественных («нарочитых») постов, к которым Русская Православная Церковь призывала мирян в годы лихолетья, когда страну поражали стихийные бедствия, повальные болезни, неурожаи, смуты и войны. Например, в 1395 г., когда для защиты от Тамерлана в Москву был принесён чудотворный образ Владимирской Богоматери, везде стали поститься. Эта традиция продолжилась до XX в. — в августе 1915 г. и в 1918 г., во время новой «смуты», Первой мировой войны, по благословению патриарха Московского и всея Руси Тихона.

#### Древневосточные церкви

##### Армянская апостольская церковь
Каждый большой церковный праздник в Армянской апостольской церкви имеет свою масленицу, которая всегда выпадает на предшествующее посту воскресенье, после которого начинается пост данного праздника.
В Армянском церковном календаре, кроме постных дней недели — среды и пятницы, существуют особые дни постов.
- Великий, или сорокадневный пост — 7 недель перед Пасхой,
- Рождественский пост — с 30 дек./12 янв. по 5/18 янв.
- Передовой пост — третья неделя до Великого поста, с понедельника по пятницу,
- Преображенский пост — неделя перед праздником Преображения Господня, с понедельника по пятницу,
- Успенский пост — неделя перед Успением, с понедельника по пятницу.
- Воздвиженский пост — неделя перед Воздвижением Животворящего Креста Господня, с понедельника по пятницу.
- пост Рождественской Пятидесятницы — в настоящее время сокращен до одной недели, с понедельника по пятницу.

Кроме перечисленных выше, существуют недельные посты, во время которых по понедельникам, вторникам и четвергам разрешается празднование дней памяти святых. К ним относятся следующие:
- пост св. Григория Просветителя — неделя перед праздником Обретения мощей св. Григория (V в.), с понедельника по пятницу,
- пост Варагского Креста — неделя перед праздником Явления Креста на горе Вараг (623 г.), с понедельника по пятницу,
- пост св. Иакова — неделя перед праздником св. Иакова Низибийского (+350), с понедельника по пятницу.
- Существует ещё один недельный пост, который совпадает с Господним праздником. Это Ильинский пост — со второго по шестой дни Троицы.

##### Коптская православная церковь
У коптов есть 7 больших постов, важнейшие — это 46-дневный предрождественский («Пост Девы», считается, что Дева Мария именно такое время постилась перед рождением Иисуса), Великий и Апостольский. B XIV в. Ибн-Сиба описал традицию предрождественского поста: «Пост перед Рождеством Христовым вот от чего происходит: когда Владычица наша, Матерь Света, после благовещения полноты спасения уже семь с половиной месяцев носила во чреве, плотник Иосиф и другие люди попрекали Её постоянно тем, что Она утверждала, что Она Дева, а ведь была беременна. Поскольку Она постоянно была обвиняема, то начала поститься полтора месяца, плача и скорбя из-за этих оскорблений». Помимо этого, копты постятся еженедельно в среду и пятницу — такой пост состоит в воздержании от вкушения мяса и молочных продуктов. В некоторые дни запрещается есть рыбу.

##### Сирийская православная церковь
В Западносирийской Церкви, как и в Восточносирийской, есть посвящённый Деве Марии рождественский пост Суббарг. У маронитов, помимо Великого поста и его преддверия, есть также рождественский пост Суборо, а перед Успением есть 14-дневный пост. В Халдейской Церкви Успение предваряет 5-дневный пост, а у несториан — 7-дневный. Много постов в Эфиопской Церкви. Кроме еженедельного поста по средам и пятницам, есть Великий Пост перед Пасхой, Рождественский, Апостольский (перед праздником святых Петра и Павла) и Успенский посты.

#### Протестантизм
Мартин Лютер, бывший католик, использовал практику поста на протяжении всей своей жизни. Лютеранская конфессия признаёт два поста: Адвент (европейский аналог Рождественского поста) и Великий Пост, который длится с Пепельной среды и до Пасхи. Однако лютеранские посты «мясоедны», поскольку они не подразумевают запрета на употребление определённых видов пищи. Верующим рекомендуется умеренная еда и особо благочестивая жизнь в это время.
Жан Кальвин критиковал католическую практику фиксированных календарных постов и указывал на необходимость внутренних перемен, а не внешних обрядов. При этом он подчёркивал, что вся жизнь христианина должна быть постом, включающим в себя «бережливость и трезвость». Ульрих Цвингли считал постящихся католиков лицемерами и демонстративно ел колбасу в день Великого поста. Тем не менее, лидеры протестантов иногда прибегали к практике публичного общественного поста. Так, преподобный Самюэл Пэррис предложил пост во время салемских событий.
Пост является важной практикой в пятидесятническом движении. Он практикуется членами церкви добровольно и индивидуально. Целью поста является «отделение от мира» и «приближение к Богу», а также акт ходатайства (усиленного прошения) за отдельные нужды. Посты проводятся вместе с молитвой. Ассамблеи Бога приняли заявление, в котором указывают на силу поста и его полезность. При этом уточняется, что пост нельзя использовать «в качестве мерила праведности», личных заслуг или торга с Богом.

### Иудаизм
В Торе описывается лишь 1 суточный пост в году в качестве заповеди (Лев. 23:27). В современном иудаизме имеется несколько постов. Наиболее известный — Йом-кипур, когда галаха запрещает еду, питьё, умывание, кожаную обувь, умащение маслами и супружескую близость на протяжении приблизительно 25 часов. Этот пост, равно как и пост девятого ава (в который также запрещены эти 5 вещей), продолжается от захода солнца до появления звёзд вечером следующего дня, то есть более 25 часов.
Пост девятого ава предваряется тремя траурными неделями, в течение последней недели нельзя, например, мыться горячей водой и употреблять в пищу мясо и вино.
Менее строгие посты, когда запрещена еда и питьё, отмечаются: третьего тишре (Пост Гедальи), десятого тевета и семнадцатого тамуза. Перед Пурим отмечается пост Эстер в память о событиях, описанных в книге Эстер (Есфири). Все эти посты продолжаются от утренней зари до появления звёзд, то есть от рассвета до захода солнца.
Существует также ряд необязательных постов, например, в канун новолуний, пост первенцев от восхода солнца до полудня накануне Песаха 14-го нисана, 3 дня (во второй день, пятый, второй) после праздников Песаха и Суккот. Тора читается публично в синагоге по понедельникам и четвергам (связано с постом). Также, сидур содержит особые молитвы на понедельник и четверг (связано с постом).
В Талмуде содержится много рассказов о постах. Например, раввин Цадок постился 40 лет, чтобы Иерусалим не был разрушен. Мар бар Рав Аши постился круглый год, кроме нескольких дней.

### Ислам
В исламе практикуется два вида постов: обязательный и рекомендуемый. Обязательный пост соблюдается по исламскому календарю в месяц рамадан (установленный по шариату в 624 году), однако может быть перенесен, если мусульманин находится в путешествии или нарушил пост и покаялся. Рекомендательные посты могут соблюдаться в каждый понедельник и четверг; тринадцатого, четырнадцатого и пятнадцатого числа каждого лунного месяца (дни полнолуний); в первые десять дней месяца зуль-Хиджа; девятые, десятые и одиннадцатые числа месяца мухаррам и в шесть дней месяца шавваль.
Специфика поста в исламе заключается в том, что ограничивает не состав пищи, а время её принятия (как и в раннем христианстве): запрещается приём пищи от рассвета (начала утренних сумерек) до захода солнца. Помимо этого, в это время мусульмане также отказываются от питья и половых отношений; кроме того, не рекомендуются такие действия, как плавание (которое может привести к проглатыванию воды), а также принятие лекарств, таблеток, инъекции (кроме необходимых для планового лечения, типа пенициллина или инсулина) и даже переливание крови (все это формально считается принятием пищи).

## Индуизм
Известным недавним примером длительного строгого поста, расцениваемого как проявление особой благодати, является случай Прахлада Джани, преданного последователя богини Амбы, утверждающего, что за свою преданность он получает от богини в дар амриту, особый нектар, позволяющий жить без пищи и воды. Его способность оставаться здоровым без пищи и воды в течение 10 и 15 дней была подтверждена наблюдениями специалистов в 2003 и 2010 годах.
Веды говорят о посте каждый 11-й день новой и старой луны, на санскрите — Экадаши (эка — один, даши — десять). Это день господа Хари (Кришны-Чайтаньи, Вишну, Нараяны), поэтому в это время предписана усиленная духовная практика, и дополнительное воздержание от пищи, даже от зерновых и бобовых (в зависимости от вида поста, мясо же, понятно, особенно коров, категорически запрещено — в этот день употребления мяса аналогично убийству святого/брахмана). См. Экадаши

## Пост и здоровье
Пищевое ограничение в период постов является определённым стрессом для организма человека. Влияние этого стресса может быть неоднозначным, и медицинские аспекты неизбежно присутствуют в обсуждении проблематики поста. Эффекты могут быть разными, в зависимости от того, как строго соблюдаются ограничения, и от индивидуальных особенностей организма. С другой стороны, в лечебном голодании и непродолжительных периодах постного питания некоторые специалисты видят пользу и рекомендуют в качестве лечебного средства при некоторых заболеваниях. В качестве «основного лечения» пост назначался Святыми Отцами православной церкви для избавления от бесовской одержимости.

### Православие
- Сщмч. Иларион (Троицкий) Постное и пост. Страничка из истории церковной дисциплины
- Соловьёва В. Все православные посты — СПб: Астрель — СПб, 2007. ISDN 5-9725-0684-X
- Жан-Клод Ларше. Исцеление психических болезней. Опыт христианского Востока первых веков. Перевод с французского.. — М.: Издательство Сретенского монастыря, 2008. — 224 с. — (Православное богословие). — ISBN 978-5-7533-0176-5.

- Митрополит Иларион (Алфеев) Иисус Христос. Жизнь и учение: Книга 2. Нагорная проповедь. Глава 7. Пост, jesus-portal.ru
- Священник Константин Пархоменко Православный пост: древность и современная практика, azbyka.ru
- Посты // Энциклопедический словарь Брокгауза и Ефрона : в 86 т. (82 т. и 4 доп.). — СПб., 1890—1907.
- Балашов Б. Пост
- Все о православном посте
- Балашов Б. Смысл поста
- O Постах и Трапезе.
- Осипова А. Пост с точки зрения врача — Православная газета № 23-24 (79) 1997 г.
- Постный стол.
- Постное меню — простые рецепты
- Рецепты православной кухни
- Пост: ответы священников на вопросы.
- Православный пост
- Рецепты постных блюд
- Поститесь постом приятным — рецепты постных блюд
- Великий пост
- Рождественский пост
- Петров пост
- Успенский пост
- Статьи о посте на сайте Азбука веры
- Преподобный Евфросин — покровитель поваров
- Как правильно поститься

### Ислам
- Рамадан. Пост в Священный Месяц

### Иудаизм
- Пост // Еврейская энциклопедия Брокгауза и Ефрона. — СПб., 1908—1913.
- Пост — статья из Электронной еврейской энциклопедии
- Ки Тов. «Книга нашего наследия». Йом Кипур
- Ки Тов. «Книга нашего наследия». 9 ава
- Йом Кипур. Изд. FREE
- «Меж теснин». Посты 17 тамуза и 9 ава Изд. FREE